# Serpentinisation

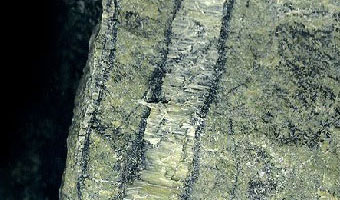
Serpentinite partiellement composée de chrysotile, en Slovaquie.

La serpentinisation est une hydratation et une transformation métamorphique de minéraux ferromagnésiens, tels que l'olivine et le pyroxène, dans des roches mafiques et ultramafiques, qui produit de la serpentinite. Les minéraux formés par serpentinisation comprennent les minéraux du groupe de la serpentine (antigorite, lizardite, chrysotile), la brucite, le talc, les alliages Nickel-Fer et la magnétite,. L'altération minérale est particulièrement importante sur le fond marin aux limites des plaques tectoniques,.

## Formation et pétrologie
La serpentinisation est une forme de métamorphisme à basse température (0 à ~ 600 °C) des minéraux ferromagnésiens dans les roches mafiques et ultramafiques, telles que la dunite, la harzburgite ou la lherzolite . Ce sont des roches pauvres en silice et composées majoritairement d'olivine ((Mg2+,Fe2+)2SiO4), de pyroxène (XY(Si,Al)2O6) et de chromite (à peu près : FeCr2O4). La serpentinisation est due en grande partie à l'hydratation et à l'oxydation de l'olivine et du pyroxène en minéraux du groupe de la serpentine (antigorite, lizardite et chrysotile), à la brucite (Mg(OH)2), du talc (Mg3Si4O10(OH)2) et de la magnétite (Fe3O4). Dans les conditions chimiques inhabituelles accompagnant la serpentinisation, l'eau est l'agent oxydant et est elle-même réduite en hydrogène H2. Cela conduit à d'autres réactions qui produisent des éléments minéraux rares du groupe du fer, tels que l'awaruite (Ni3Fe) et fer natif, méthane et autres composés d'hydrocarbures, et le sulfure d'hydrogène,.
Lors de la serpentinisation, de grandes quantités d'eau sont absorbées dans la roche, augmentant le volume, réduisant la densité et détruisant la structure d'origine.  La densité passe de 3,3 à 2,5 g/cm3 avec une augmentation simultanée du volume de l'ordre de 30 à 40 %.  La réaction est hautement exothermique, libérant jusqu'à 40 kilojoules (9,5 kcal)par mole d'eau réagissant avec la roche, et la température de la roche peut être augmentée d'environ 260 °C, fournissant une source d'énergie pour la formation d' évents hydrothermaux non volcaniques. L'hydrogène, le méthane et le sulfure d'hydrogène produits lors de la serpentinisation sont libérés au niveau de ces évents et fournissent des sources d'énergie pour les micro-organismes chimiotrophes des grands fonds,. 

### Formation de minéraux de serpentine
L'olivine est une solution solide de forstérite, le pôle magnésien de la série (Mg2+,Fe2+)2SiO4, et la fayalite, le pôle ferreux — la forstérite constituant généralement environ 90 % de l'olivine dans les roches ultramafiques.  La serpentine peut se former à partir de l'olivine via plusieurs réactions :

| + + 4 H2O → | \| \| \| \| \| \| \| \| | (Réaction 1a) |
|             |                         |               |
|             |                         |               |

| + → + | \| \| \| \| \| \| \| \| | (Réaction 1b) |
|       |                         |               |
|       |                         |               |
La réaction 1a lie étroitement la silice, abaissant son activité chimique aux valeurs les plus basses observées dans les roches communes de la croûte terrestre. La serpentinisation se poursuit ensuite en raison de l'hydratation de l'olivine et donne de la serpentine et de la brucite (réaction 1b). Le mélange de brucite et de serpentine généré par la réaction 1b présente l'activité silicique la plus faible dans la serpentinite, de sorte que la phase brucite est très importante pour comprendre la serpentinisation.  Cependant, la brucite est souvent mélangée à la serpentine, de sorte qu'elle est difficile à identifier, sauf par cristallographie aux rayons X, et elle est aisément altérée dans les conditions d'érosion de la surface. 

La même suite de réactions existe avec des minéraux du groupe pyroxène :

| + + H2O → | \| \| \| \| \| \| \| \| | (Réaction 2a) |
|           |                         |               |
|           |                         |               |

| + 3 H2O → + | \| \| \| \| \| \| \| \| | (Réaction 2b) |
|             |                         |               |
|             |                         |               |
La réaction 2a stoppe rapidement quand la silice (dioxyde de silicium, SiO2) devient indisponible, la réaction 2b prend alors le relais. Lorsque l'olivine est abondante, l'activité de la silice chute suffisamment pour que le talc commence à réagir avec l'olivine :

| + → | \| \| \| \| \| \| \| \| | (Réaction 3) |
|     |                         |              |
|     |                         |              |
Cette réaction nécessite des températures élevées, plus que celles auxquelles la brucite se forme. 
La minéralogie résultante dépend à la fois de la composition des roches et des fluides, de la température et de la pression. L'antigorite peut se former dans des réactions à des températures au-delà de 600 °C au cours du métamorphisme, et demeure le minéral du groupe de la serpentine stable aux températures les plus élevées. La lézardite et le chrysotile, quant à elles, peuvent se former à de basses températures très près de la surface de l'écorce terrestre. 

### Décomposition du diopside et formation de rodingites
Les roches ultramafiques contiennent souvent du pyroxène (diopside) riche en calcium. Il se décompose selon la réaction :

| + 6 H+ → + 3 Ca2+ + H2O + | \| \| \| \| \| \| \| \| | (Réaction 4) |
|                           |                         |              |
|                           |                         |              |
Le résultat élève à la fois le pH, souvent à des valeurs très élevées, et la teneur en calcium des fluides impliqués dans la serpentinisation. Ces liquides, très réactifs, peuvent transporter du calcium et d'autres éléments dans les roches mafiques environnantes dans lesquelles ils peuvent créer des zones de réaction métasomatiques enrichies en calcium et appauvries en silice, nommées Rodingite (en)s.

### Formation de magnétite et d'hydrogène
Dans la plupart des roches crustales, l'activité chimique de l'oxygène est empêchée de chuter à des valeurs très basses par le tampon fayalite-magnétite-quartz (FMQ). La très faible activité chimique de la silice pendant la serpentinisation élimine ce tampon, permettant à la serpentinisation de produire des conditions hautement réductrices. Dans ces conditions, l'eau est capable d'oxyder les ions ferreux (Fe2+) dans la fayalite. Le procédé est intéressant car il génère de l'hydrogène gazeux,, :

| + → + | \| \| \| \| \| \| \| \| | (Réaction 5) |
|       |                         |              |
|       |                         |              |
Cependant, des études sur les serpentinites suggèrent que les minéraux de fer sont d'abord convertis en brucite ferreuse, c'est-à-dire en brucite contenant du Fe(OH)2, subissant ensuite la réaction de Schikorr dans les conditions anaérobies de serpentinisation, :  

| → + + | \| \| \| \| \| \| \| \| | (Réaction 6) |
|       |                         |              |
|       |                         |              |
Les conditions de réduction maximales et le taux maximal de production d'hydrogène se produisent lorsque la température de serpentinisation est comprise entre 200 et 350 °C et lorsque les fluides sont sous-saturés en carbonate. Si la roche ultramafique d'origine, le protolithe, est de la péridotite, qui est riche en olivine, une quantité considérable de magnétite et d'hydrogène se forme. Lorsque le protolithe est de la pyroxénite, qui contient plus de pyroxène que d'olivine, du talc riche en fer est produit sans magnétite, accompagné d'une production d'hydrogène modeste. L'infiltration de liquides contenant de la silice pendant la serpentinisation peut empêcher à la fois la formation de brucite et la production ultérieure d'hydrogène. 
La chromite présente dans le protolithe sera altérée en magnétite riche en chrome à des températures de serpentinisation plus basses. À des températures plus élevées, elle sera changée en chromite riche en fer (ferrit-chromite). Au cours de la serpentinisation, la roche s'enrichit en chlore, bore, fluor et soufre. Le soufre sera réduit en sulfure d'hydrogène et en minéraux sulfurés, parallèlement à l'incorporation de  quantités importantes  de cet élément dans les minéraux de serpentine, et certains pourront plus tard être réoxydés en minéraux sulfatés, comme l'anhydrite. Les sulfures produits sont riches en nickel, comme la mackinawite. 

### Méthane et autres hydrocarbures
À une température de 300 °C et une pression de 500 bars, l'olivine « se serpentinise » avec dégagement d'hydrogène gazeux, ce qui est confirmé par des expériences en laboratoire. De plus, du méthane et des hydrocarbures complexes se forment par réduction du dioxyde de carbone. Le processus peut être catalysé par la magnétite formée lors de la serpentinisation.  La réaction 7 fait partie des chaînes de réaction possibles : 

| + + 26 H2O + CO2 → + | \| \| \| \| \| \| \| \| | (Réaction 7) |
|                      |                         |              |
|                      |                         |              |

### Métamorphisme à haute pression et température
La lizardite et le chrysotile sont stables à basse température et basse pression, tandis que l'antigorite l'est à des températures et pressions plus élevées. Sa présence dans une serpentinite indique soit que la serpentinisation a eu lieu à une pression et à une température inhabituellement élevées, soit que la roche a subi un métamorphisme de plus haut degré après la le processus de serpentinisation. 
L'infiltration de fluides contenant du CO2 dans la serpentinite provoque une altération caractéristique du carbonate de talc. La brucite se transforme rapidement en magnésite et les minéraux de la serpentine — autres que l'antigorite — forment du talc. La présence de pseudomorphes des minéraux de serpentinite d'origine montre que cette altération a lieu après la serpentinisation. 
La serpentinite peut contenir de la chlorite (un minéral phyllosilicate), de la trémolite (Ca2(Mg5,0-4,5Fe2+0,0-0,5 )Si8O22(OH)2) et de l'olivine métamorphique et du diopside (pyroxène riche en calcium). Cela indique que la serpentinite a subi un métamorphisme plus intense, atteignant le faciès supérieur métamorphique des schistes verts ou des amphibolites. 
Au-dessus d'environ 450 °C, l'antigorite commence à se dégrader. Ainsi, la serpentinite n'existe pas aux faciès métamorphiques supérieurs. 

### Production extraterrestre de méthane par serpentinisation
La présence de traces de méthane dans l'atmosphère de Mars a été supposée être une preuve possible de la vie sur Mars car le méthane est produit principalement par activité bactérienne. La serpentinisation a été proposée comme source non biologique alternative pour les traces de méthane observées,. En 2022, il a été rapporté que l'examen microscopique de la météorite martienne ALH 84001 montre qu'en effet la matière organique qu'elle contient a été formée par serpentinisation, et non par des processus vitaux,.  
À partir des données des survols de la sonde Cassini obtenus en 2010-2012, les chercheurs ont pu émettre l'hypothèse que la lune de Saturne Encelade possède un océan d'eau liquide sous sa surface gelée. Le modèle suggère que l'océan sur Encelade a un pH alcalin de 11–12. Ce pH élevé est interprété comme une conséquence-clé de la serpentinisation de la roche chondritique, conduisant à la génération de H2, une source géochimique d'énergie qui peut soutenir à la fois la synthèse abiotique et biologique de molécules organiques,.  

## Environnement de formation

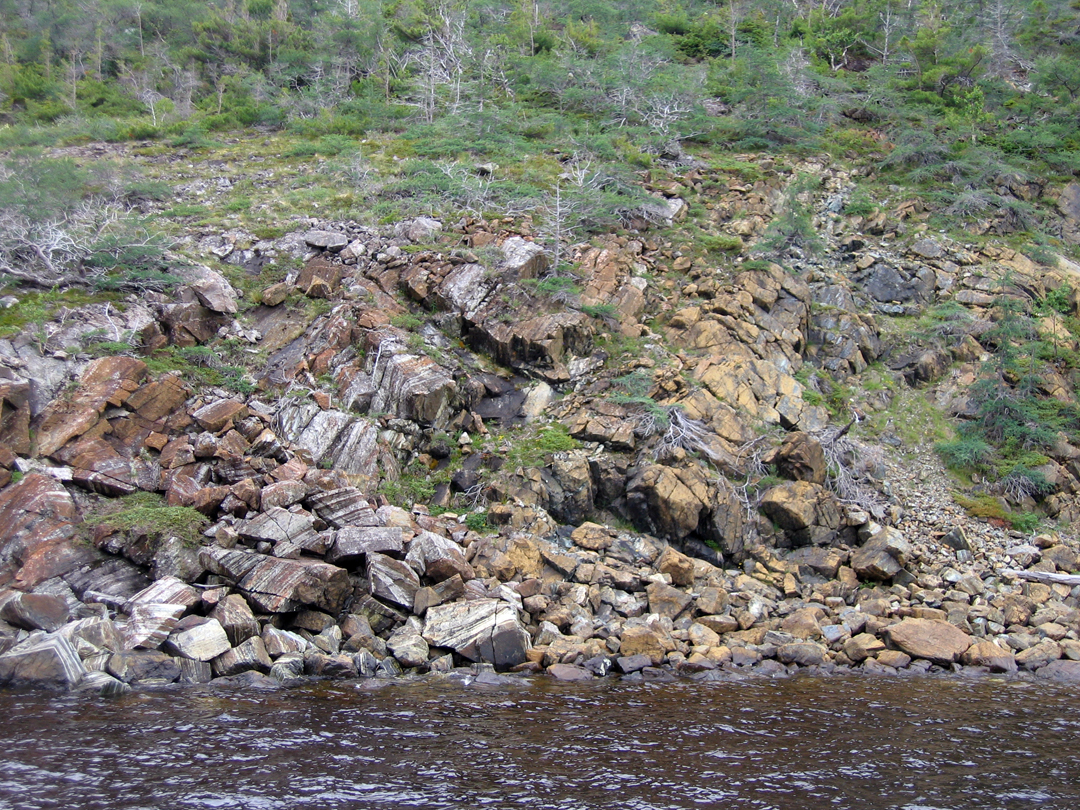
Ophiolite du parc national du Gros-Morne, Terre-Neuve. Les ophiolites ont typiquement un composant serpentinite.

La serpentinisation survient sur les dorsales médio-océaniques, dans le manteau avant-arc des zones de subduction, dans des volumes d'ophiolites et dans les intrusions ultramafiques,.  

### Dorsales médio-océaniques
Les conditions sont très favorables à la serpentinisation sur les dorsales médio-océaniques à propagation lente à ultra-lente. Dans ces zones, le taux d'extension de la croûte est élevé par rapport au volume de magmatisme, amenant la roche du manteau ultramafique très près de la surface et où l'eau de mer peut s'infiltrer grâce à la fracturation de la roche. 
La serpentinisation au niveau des dorsales médio-océaniques à propagation lente peut amener la discontinuité sismique de Mohorovičić (moho) à se placer sur le front de serpentinisation, plutôt qu'à la base de la croûte terrestre comme dans les critères pétrologiques normaux,. Le massif de Lanzo des Alpes italiennes montre un front de serpentinisation pointu qui pourrait être une relique de moho sismique. 

### Zones de subduction

#### Manteau de l'avant-arc
La serpentinisation est un phénomène majeur dans les zones de subduction agissant fortement sur le cycle de l'eau et la géodynamique d'une zone de subduction.  La roche du manteau y est refroidie par la dalle de subduction à des températures auxquelles la serpentinite est stable, et les fluides sont libérés de la dalle de subduction en grandes quantités dans la roche du manteau ultramafique. La preuve directe que la serpentinisation a lieu dans l'arc insulaire des îles Mariannes est fournie par l'activité des volcans de boue de serpentinite. Des xénolithes de harzburgite et moins fréquemment de dunite sont parfois projetés dans les éruptions des volcans de boue, apportant des informations sur la nature du protolithe. 
Parce que la serpentinisation abaisse la densité de la roche d'origine, elle peut conduire à un soulèvement ou à une exhumation de serpentinites à la surface. Un gisement est devenu visible à Presidio de San Francisco en Californie après l'arrêt de la subduction. 
La roche ultramafique serpentinisée se retrouve dans de nombreuses ophiolites, qui sont des fragments de lithosphère océanique poussés sur les continents, par le processus appelé obduction. Elles se composent généralement d'une couche de harzburgite serpentinisée (parfois appelée péridotite alpine dans les écrits plus anciens), d'une couche de diabases et de basaltes coussinés hydrothermiquement modifiés, et d'une couche de sédiments d'eau profonde contenant des rubans radiolaire de chaille.

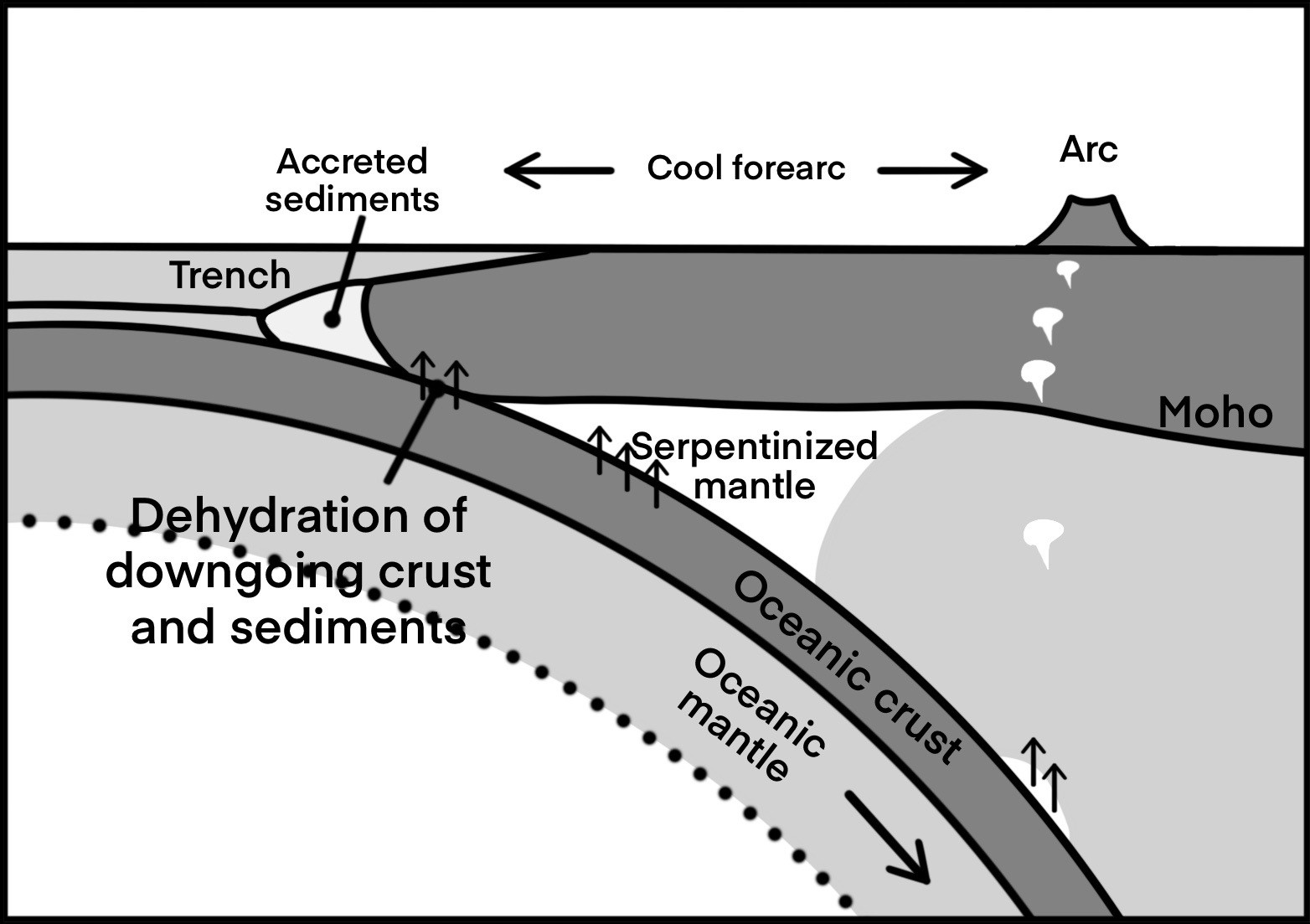
Hydratation du manteau de l'avant-arc due à l'eau expulsée de la partie la plus profonde de la plaque de subduction. Adapté de Hyndman et Peacock (2003)

### Conséquences

#### Limitation de la profondeur du tremblement de terre
L'étude des ondes sismiques peut détecter la présence de grands corps de serpentinite dans la croûte et le manteau supérieur, car la serpentinisation a un impact énorme sur la vitesse des ondes de cisaillement. Un degré plus élevé de ce phénomène entraînera une vitesse d'onde de cisaillement plus faible et un coefficient de Poisson plus élevé. Les mesures sismiques confirment que la serpentinisation est omniprésente dans les manteaux des avant-arcs.  La serpentinisation peut produire un moho inversé, dans lequel la vitesse sismique inattendument diminue brusquement en traversant la limite croûte-manteau. La serpentinite étant hautement déformable, elle génère une zone asismique dans l'avant-arc, au niveau de laquelle les serpentinites glissent à une vitesse de plaque stable. Leur présence peut limiter la profondeur maximale des tremblements de terre de mégathrust car elles empêchent les ruptures de manteau d'avant-arc.